# 孝丰镇
孝丰镇是中华人民共和国浙江省湖州市安吉县下辖的一个镇。

## 行政区划
孝丰镇下辖以下村级行政区划单位：
南台社区、关帝社区、三眼井社区、北街社区、孝丰社区、城东社区、城北社区、潴口溪村、狮古桥村、横溪坞村、大河村、大竹竿村、老石坎村、横柏村、溪南村、白杨村、夏阳村、新村、下汤村、赋石村、竹根前村和赤坞村。